# 備前田井站
備前田井站（日语：／ Bizen-Tai eki */?）是位於岡山縣玉野市，西日本旅客鐵道（JR西日本）宇野線（宇野港線）的車站。車站編號為JR-L14，現時為無人車站，並只停靠普通列車，由兒島站管理。

## 車站構造

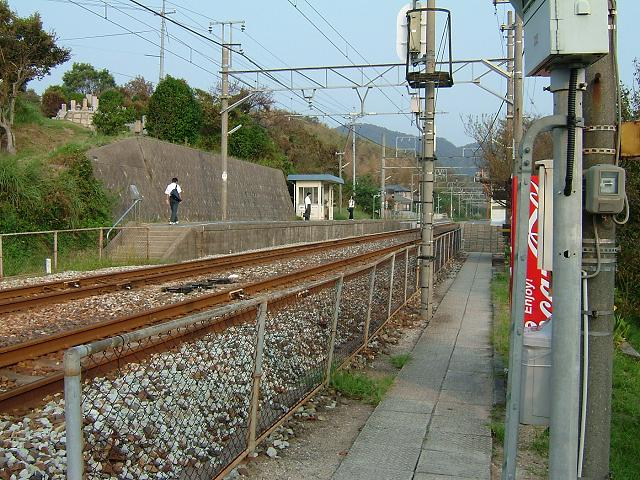
月台（2005年9月18日）

車站建設路堤上，主要入口設於前往2號月台的東側，並須沿停車場旁邊繞過住宅後，在靠向宇野的前一個路口直上才可到達。現時採用簡易車站模式，不設有站房，沿樓梯直上可到達往宇野方向的2號月台，或橫過平交道，前往對面往茶屋町方向的1號月台。
由停車站至車站入口一段雖為斜道，但前往月台及平交道則只能以樓梯連接，沒有斜道，因此不屬於無障礙車站，使用輪椅的乘客比較困難。
2016年，為配合第3屆瀨戶內國際藝術祭，宇野線由常山站至宇野站的沿線車站由意大利畫家埃絲特·史托克加以美化，其中第1月台的候車亭及旁邊的護土牆山坡均加入了史托克常用的黑白線條及格子圖案。

### 月台
設有2個側式月台。各長140米，有效長度為7輛。各月台均設有一組對應出、入閘的IC卡感應器，此車站路軌配置呈Y字形。兩端皆沒有安全側線。
1號月台上的候車室內，設有1部可供購買近距離車票和為IC卡增值的售票機。而2號月台位於出入口及月台樓梯間則有一座細小的儲物室，而候車室下方亦建有另一座偌大的保線室。
| 月台 | 路線     | 上下行 | 方向             |
| ---- | -------- | ------ | ---------------- |
| 1    | 宇野港線 | 上行   | 茶屋町、岡山方向 |
| 2    | 宇野港線 | 下行   | 宇野方向         |

在宇高連絡船現役時代，會有優等列車與前往四國的貨運列車駛經此站，因此列車交會長度較長，有效的雙軌長度超過400米。

## 歷史
- 1939年1月1日：宇野線八濱站至宇野站之間開設此站[3]。
- 1940年11月1日：車站暫停服務。
- 1950年11月15日：車站重開[4]。
- 1960年10月1日：宇野線電氣化完成。開始採用電聯車。
- 1961年：

- 4月：隨著國道30號開通，車站大樓改善工程完成。
- 9月1日：宇野線單線自動化。

- 1970年：

- 4月5日：宇野線CTC化完成。
- 4月30日：宇野線結束手提行李運搬電車（茶屋町站至宇野站之間中途站的行李起卸業務廢止）。
- 5月1日：與備前田井站、八濱站、彥崎站共同無人化。結束行李提取業務。
- 6月：繼續實施無人化改善工程。

- 1987年：

- 3月23日：開設行走於岡山站至宇野站之間的快速「備讚Liner」，班次使用213系電動列車行走。
- 4月1日：國鐵分割民營化，車站由西日本旅客鐵道（JR西日本）營運。日本貨物鐵道（JR貨物）在宇野線全線成為第二種鐵道事業者。站前廣場開始使用。

- 1988年4月10日：隨瀨戶大橋開通，快速「備讚Liner」被取消。
- 2002年4月1日：JR貨物「茶屋町站至宇野站之間」的第二種鐵道事業廢止。亦開始使用自動售票機。
- 2007年4月：進行月台、候車室改善工程。
- 2010年1月：進行月台、通道改善工程。
- 2019年3月16日：茶屋町站至宇野站之間可使用「ICOCA」等全國互相使用服務的IC卡乘車。同日，全線成為「ICOCA」的使用範圍。站內設置了1部簡易型IC卡專用閘機，也設有設有增值功能的自動售票機。

## 使用狀況
以下為1日平均乘車人次：
| 乘車人次變化 | 乘車人次變化 |
| 年度         | 1日平均人次  |
| ------------ | ------------ |
| 1999         | 232          |
| 2000         | 235          |
| 2001         | 232          |
| 2002         | 234          |
| 2003         | 224          |
| 2004         | 237          |
| 2005         | 234          |
| 2006         | 235          |
| 2007         | 247          |
| 2008         | 243          |
| 2009         | 237          |
| 2010         | 235          |
| 2011         | 248          |
| 2012         | 265          |
| 2013         | 277          |
| 2014         | 273          |
| 2015         | 302          |
| 2016         | 312          |
| 2017         | 318          |
| 2018         | 317          |
| 2019         | 318          |
| 2020         | 248          |

## 其他
- ICOCA內的使用記錄中，此站會標記為「備田井」。

## 相鄰車站
西日本旅客鐵道
 宇野港線（宇野線）
八濱（JR-L13）－備前田井（JR-L14）－宇野（JR-L15）

## 注腳
1. ↑  岡山縣統計年報（2020年） （页面存档备份，存于），第134頁。
2. ↑  . 瀬戸内 玉野 観光ガイド. 玉野市.   [2022-07-11]. （原始内容存档于2022-07-11）.
3. ↑  日本《官報》第3592號「鐵道省告示第309號」，大藏省印刷局：1938年12月23日，第752頁。
4. ↑  日本《官報》第7147號「日本国有鉄道公示第268号」，大藏省印刷局：1950年11月6日，第70頁。
5. ↑  岡山縣統計年報

## 外部連結
- 備前田井｜車站資訊：JR出門網 - 西日本旅客鐵道（日語）